# العرق الأعلى (وشحة)

تعديل مصدري - تعديل

العرق الأعلى هي إحدى قرى عزلة بني رزق بمديرية وشحة التابعة لمحافظة حجة، بلغ تعداد سكانها 52 نسمة حسب تعداد اليمن لعام 2004.